# Consoranos
Los consoranos fueron un pueblo que vivió durante la antigüedad en el suroeste de la Galia, al pie de los Pirineos centrales. Eran uno de los nueve pueblos aquitanos  de la provincia de Novempopulania. Su capital era la actual Saint-Lizier en Ariège. Dejaron su nombre a la región histórica de Couserans. Una parte de los consoranos se integró en la Galia Narbonense.

## Hipótesis sobre el asentamiento y la división del pueblo de los consoranos
Las primeras menciones del pueblo consorano se encuentran en la Historia Natural de Plinio el Viejo, del siglo I d. C. Plinio distingue dos pueblos: los Convenae (Consorani, a veces Consuarani) que forman parte de los 23 pueblos de la provincia romana de Aquitania recién creada por Augusto; y los consorani (a veces consuarani) de la Galia Narbonense, que desde hacía tiempo formaba parte del Imperio romano. 
La distinción que hace Plinio entre los consoranos de Aquitania y los consuaranos de la Narbonnaise parece aceptada hoy en día   y vemos en ella la indicación de la división de un mismo pueblo en dos entidades, una en Occidente que estaba adscrita a la civitas de los cónvenos en el momento de su creación en la época de Augusto, y otra en Oriente que dependía de la ciudad de Toulouse.
Se ha supuesto que los consoranos fueron desplazados y asentados en esta zona por los romanos a la manera de sus vecinos los cónvenos, aunque no hay pruebas formales que apoyen esta hipótesis. 
La civitas de los consoranos
Entre finales del siglo I y el siglo IV, quizás durante la gran reforma administrativa y territorial de Diocleciano a principios del siglo IV, el territorio de los consoranni fue promovido al estatus de civitas, como señala la Notitia Galliarum (entre finales del siglo IV y el siglo V).
La capital de la civitas Consorannorum (la «ciudad" de los consoranos) era Saint-Lizier. El nombre antiguo de esta ciudad ha permanecido desconocido. Estaba rodeada por una gran muralla defensiva que delimitaba un área de 2,6 hectáreas, que aún hoy es visible y se encuentra en un excelente estado de conservación. La muralla tenía seis torres circulares y posiblemente una torre cuadrada.
El territorio se extendía por la cuenca del Salat y la región del Séronais (valle alrededor de La Bastide-de-Sérou). Sus límites no se conocen con precisión, pero se estima que cubría aproximadamente la superficie de la actual Couserans o, para ser más precisos, la superficie de la diócesis de Couserans en la época medieval.

## La población
Es probable que la población de los consoranos no formara un único pagus, sino que estuviera compuesta por varios pagi. Los nombres de los habitantes en la antigüedad, tal y como revelan varios altares funerarios o votivos encontrados en los alrededores de Saint-Lizier, muestran que una población nativa de habla aquitana se había mezclado con elementos de las poblaciones celtas vecinas.
El pueblo se adaptó a las costumbres romanas, pero conservó una fuerte huella de las tradiciones prerromanas. En la época romana, se seguía adorando a las divinidades locales, como la diosa Ande en Caumont o el dios Arsilunnus en Argein. La diosa celta Belisama se encuentra en Saint-Lizier. También se adoraba a los dioses romanos. Pero a veces se asimilaban a dioses indígenas: Júpiter lleva el epíteto de Haloissus en Gajan y se le describe como «dispensador de las buenas estaciones», una atribución no muy romana, en Lescure. 
Los consoranos se cristianizaron muy pronto, en el siglo IV o V. Gregorio de Tours atribuye su cristianización al obispo Valerio, pero esta figura parece más o menos legendaria   (se dice que su nombre es el origen del nombre de Mont Valier). En cambio, en el año 506, en el Concilio de Agda, se informó definitivamente de un obispado en Saint-Lizier: el obispo era Licerio di Couserans, y de su nombre deriva la etimología de Saint-Lizier. 